# Чтения в Историческом Обществе Нестора Летописца
«Чтения в Историческом Обществе Нестора летописца» — видання Історичного товариства Нестора-Літописця при Київському університеті.
Впродовж 1879—1914 років вийшло 24 книги. Другий том вийшов через 9 років після появи першої книги. 3 1888 року видавались, за окремими винятками, щорічно по одній книзі. Книги 14-24 мають кілька випусків. У кожному збірнику вміщувались дані про склад товариства та його діяльність, протоколи засідань, наукові статті. Друкувались матеріали з історії України, Росії та інших слов'янських країн, а також з історії права, філології, археології, історії географії, палеографії та нумізматики. Особливо цінним виданням товариства були «Акты по истории землевладения в Малороссии» (1890, кн. 4).
В «Чтениях в Историческом Обществе Нестора летописца» друкувалися такі відомі фахівці з історії України, як Михайло Владимирський-Буданов, Іван Каманін, Олександр Кістяковський, Олександр Лазаревський, Микола Дашкевич, Володимир Іконніков, Василь Ляскоронський та інші.